# Acentrogobius nebulosus
Acentrogobius nebulosus är en fiskart som först beskrevs av Forsskål, 1775.  Acentrogobius nebulosus ingår i släktet Acentrogobius och familjen smörbultsfiskar. Inga underarter finns listade i Catalogue of Life.